# Jean Lejaer
Jean Lejaer est un architecte belge, né à Verviers en 1873 où il meurt le 22 décembre 1953. Il est actif principalement dans la région de Verviers. Ses réalisations sont principalement dans le style Art déco.

## Biographie
Il est le fils de T. Lejaer-Herman, ouvrier-maçon qui au fil des années se mue en entrepreneur. Il a une sœur, Marie. Il épouse Maria Ketschgès. Il achète le château de Limbourg après la Première guerre mondiale : ruiné par la crise économique, il le revend dans les années 1930.

## Formation et carrière
Il étudie à l’Athénée de Verviers, d’où il sort en 1888. Il étudie ensuite à l’Académie des beaux-arts de Liège, et s’installe comme architecte en 1895. Il enseigne à l’Ecole technique de Verviers.

## Réalisations
- 1915 : Le Splendid, cinéma à Verviers, rebaptisé Marivaux en 1932 (démoli dans les années 1970)
- 1919 : Le Louvre, cinéma à Verviers (démoli en mai 1969)
- 1921 : Le Coliseum, cinéma et salle de spectacle à Charleroi
- 1922 : Le Forum, cinéma et salle de spectacles à Liège
- 1923 : Le Coliseum, cinéma et salle de spectacle à Verviers (démoli en février 1973)
- 1928 : Hôtel Atlanta, à Bruxelles (avec Michel Polak)